# Mulheres no taoismo

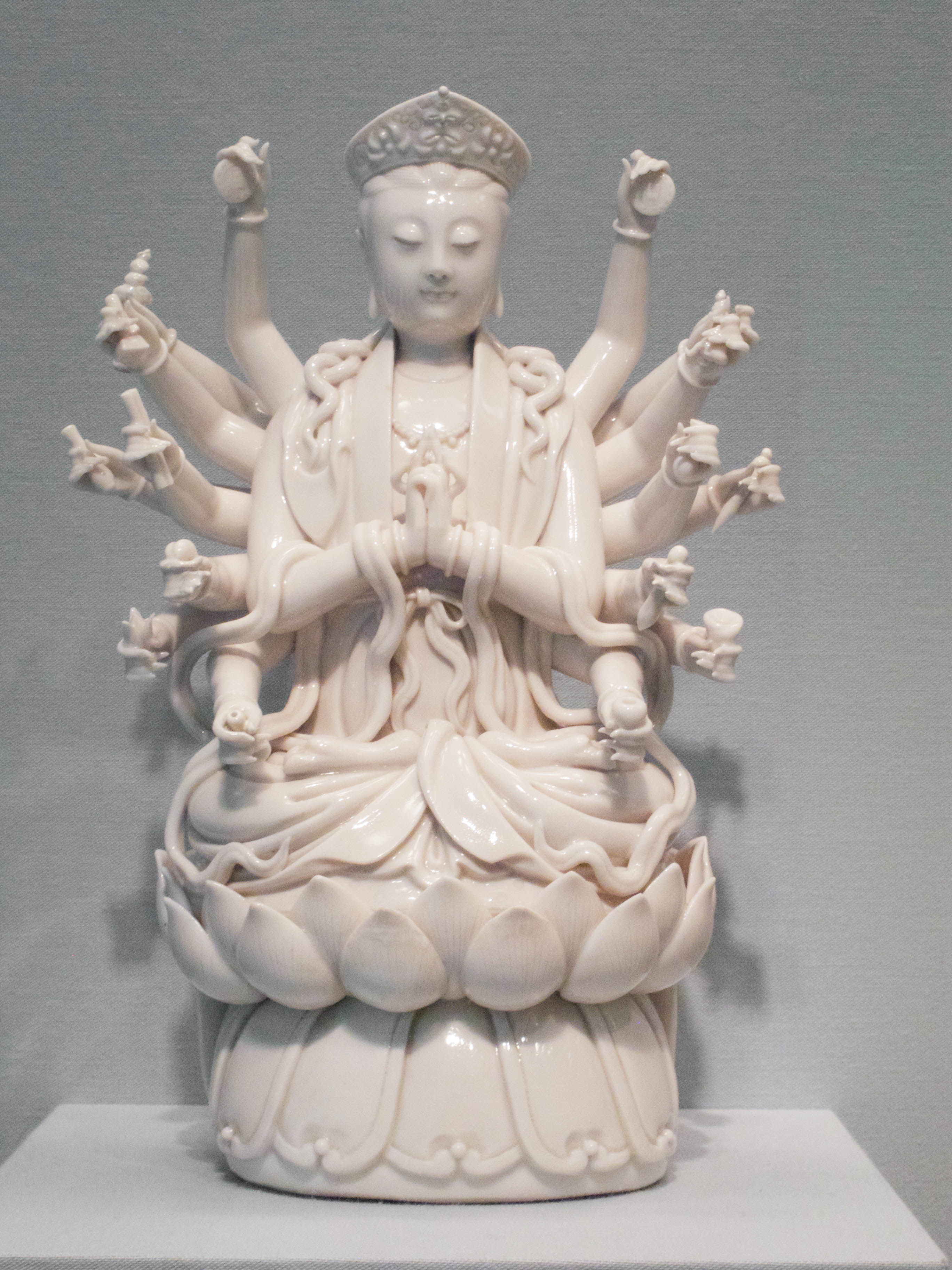
Estátua de porcelana de Dehua da deusa taoísta Doumu ("Mãe Concha", referente ao asterismo chinês chamado de "Concha do Norte"), adaptada da deva budista Marici, século XVIII.

Os papéis das mulheres no taoísmo diferiram do patriarcado tradicional sobre as mulheres na China antiga e imperial. As mulheres chinesas tinham especial importância em algumas escolas taoistas que reconheciam suas habilidades transcendentais para se comunicar com divindades e espíritos, que frequentemente concediam a elas textos e escrituras revelados. As mulheres começaram a se destacar na Escola da Claridade mais Alta (Shangqing), fundada no século IV por uma mulher, Wei Huacun. A dinastia Tang (618–907) foi um ponto alto para a importância das mulheres taoistas, quando um terço do clero de Shangqing eram mulheres, incluindo muitas freiras taoistas aristocráticas. O número de mulheres taoistas diminuiu até o século XII, quando a Escola da Perfeição Completa (Quanzhen), que ordenou Sun Bu'er como a única mulher entre seus discípulos originais, colocou as mulheres em posições de poder. Nos séculos XVIII e XIX, as mulheres taoistas praticavam e discutiam nüdan (女丹, "alquimia interior neidan das mulheres"), envolvendo práticas específicas de gênero de meditação de respiração e visualização. Além disso, as divindades e cultos taoistas têm longas tradições na China, por exemplo, a Rainha Mãe do Ocidente, a padroeira da imortalidade xian, He Xiangu, uma dos Oito Imortais, e Mazu, a protetora dos marinheiros e pescadores.

## Terminologia
Desde que o taoismo organizado começou no final da dinastia Han (202 a.C.–220 d.C.), as mulheres têm atuado em diferentes escolas, o que lhes deu diversos nomes. No Caminho dos Mestres Celestiais (Tianshi dao), elas eram chamadas nüshi (女士 ou 女師, "mestres do sexo feminino") quando casadas com um mestre, ou nüguan (女官, "oficiais do sexo feminino") quando entre os escolhidos zhongmin (種民, "pessoas-semente"). Na Escola Shangqing (Claridade mais Alta), as monjas taoistas eram mais frequentemente praticantes solitárias, e eram chamadas de nü daoshi (女道士, "taoistas femininas" ou "mestres taoistas femininas") ou nüguan (女冠, "chapéus femininos", descrevendo um toucado ritual) na dinastia Song. A Escola Quanzhen (Perfeição Completa) usa daogu (道姑, "senhoras do Dao") em referência tanto às freiras de convento quanto às leigas devotas.

## História

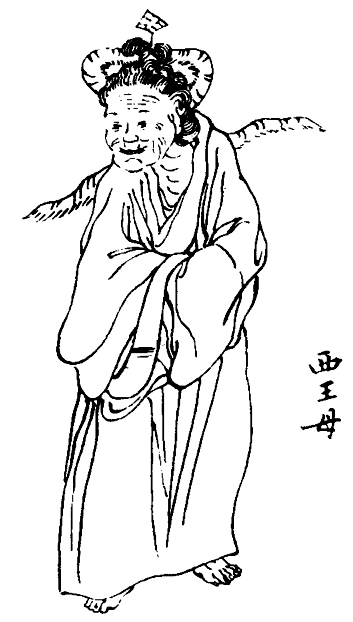
Ilustração da Rainha Mãe do Oeste no Shanhaijing, edição da dinastia Qing.

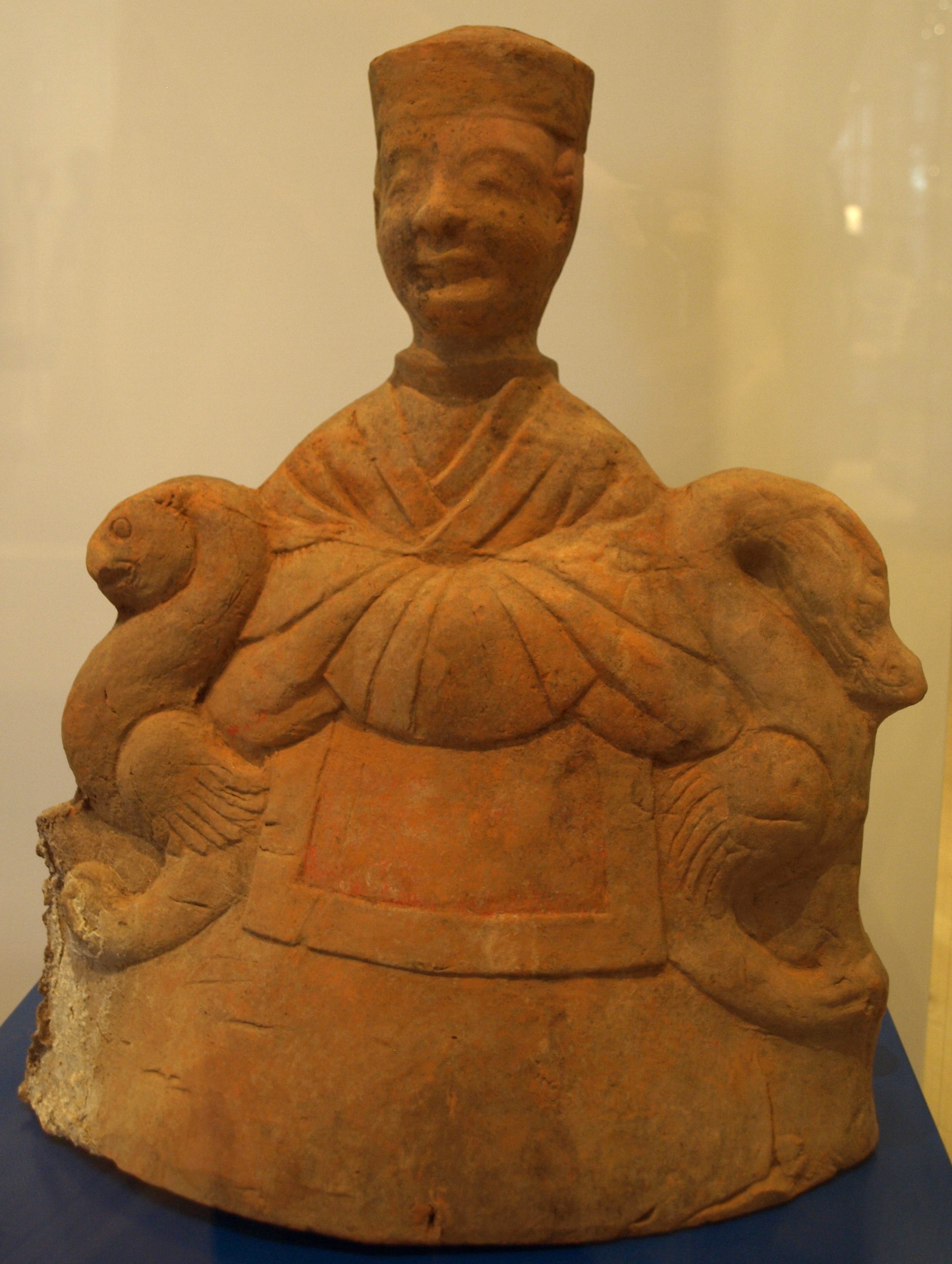
Rainha Mãe do Ocidente, cerâmica da dinastia Han, século II d.C.

### Pré-Han e Han
Segundo Lao Tsé, o ser provém do não-ser, que é associado ao feminino Yin ou a kūn (坤, "campo" ou "terra"), e há primazia deste último. O ser é afirmado como sendo "mãe das dez mil coisas", porém ele próprio, por sua vez, é "nascido do não-ser". Tal como no Livro das Mutações, isso pode ter se derivado da mitologia lunar, em que sua excelência supera Yang. O taoismo com isso enfatizava o seguir o caminho da natureza, e tal estava em contraste com a hierarquia tradicional da sociedade chinesa, que concedia primazia ao rei, pai e marido, sem, porém, se reverter essa ordem cultural com a doutrina. Em contraste com o "cavalheiro" confuciano, o ideal de sábio taoista enfatizava não um papel de engajamento ativo e proeminência no mundo, mas passivo e de não-violência do yin, aguardando a natureza. No Tao Te Ching, há diversas referências a um princípio primordial feminino e utilizam-se termos como "vale", "escuro", "virgem" e "mãe" de imagens para se referir ao aspecto imanifesto e fonte inexaurível de potência e fecundidade do Tao, como um útero que gera toda a criação ("Céu e Terra"). Pode ser referente ao culto a alguma divindade local do tipo Deusa Mãe que teria precedido o taoismo. No poema 6, é dito:
"O espírito do vale nunca morre―ele é chamado de "a mulher misteriosa" (ou útero escuro/profundo); 
O portão da mulher misteriosa é chamado "a raiz do céu e terra". 
Fio de seda ele é, aparentemente insubstancial, 

porém nunca consumido pelo uso."
Xiwang mu, a Rainha Mãe do Ocidente, é a divindade taoista feminina mais proeminente, embora suas tradições sejam anteriores às religiões taoistas organizadas. Fontes do período dos Reinos Combatentes (475–221 a.C.) associam a Rainha Mãe a tradições xamânicas, como seu familiar o corvo de três pernas e seu pomar de pêssegos da imortalidade. O Shanhaijing ("Clássico das Montanhas e Mares") de c. século III a.C. diz: "Na aparência, a Rainha Mãe do Oeste se parece com um ser humano, mas ela tem cauda de leopardo e presas de tigresa, e ela é boa em assobiar. Ela usa uma coroa de vitória em seu cabelo emaranhado. Ela preside as Catástrofes do Céu e as Cinco Forças Destrutivas."
Durante a dinastia Han (206 a.C.–220 d.C.), as pessoas acreditavam que a rainha-mãe poderia protegê-los de doenças e morte, e ela se tornou a figura central adorada por um culto camponês que surgiu em Shandong e varreu o país em III a.C. Xiwang mu ficou conhecida como a deusa das epidemias que residia no oeste da Montanha Kunlun e governava os demônios da peste. Seus cultos adoravam a Rainha em diferentes regiões da China, especialmente o Monte Heng em Hunan, o Monte Hua em Shaanxi e o Monte Wuyi em Fujian.
Sob as Seis Dinastias, o culto da rainha-mãe foi integrado ao panteão do taoismo Shangqing (Escola "Claridade mais Alta") e ela se tornou uma das principais deusas da escola, ajudando ambos os sexos nessa época. Sua adoração atingiu o pico durante o período Tang, quando ela emergiu particularmente como a protetora das mulheres e foi reverenciada como a representante do ideal feminino. Desde a dinastia Song, o culto de Xiwang mu no taoísmo oficial tem sido cada vez mais suplantado pelo de outras deusas. Ela, no entanto, continuou a ser uma figura importante em movimentos sectários e pequenos grupos congregacionais que recebiam mensagens dela através da escrita de espíritos fuji. Descendo ao altar durante as sessões, sob os Ming e Qing, ela assumiu o título de Wusheng Laomu (無生老母, "Mãe Venerável Não Nascida"), e ainda continua sendo uma deusa-chave adorada pelas mulheres, especialmente em ambientes populares.

### Alta Idade Média
As mulheres começaram a se tornar importantes no taoismo organizado durante os períodos dos Três Reinos e Seis Dinastias (221–590) e da dinastia Sui (590–618). No século IV, a Escola Shangqing reconheceu uma mulher, Wei Huacun (251–334), como sua fundadora. As mulheres nesta escola taoista transmitiam escrituras, ensinavam métodos e serviam como iniciadoras.
Casada com um importante oficial tianshi, Wei Huacun tornou-se uma respeitada jijiu (祭酒, libadora), o que significa que ela recebeu uma educação religiosa completa na organização, incluindo ritos sexuais de passagem e a recepção de registros oficiais. Sua hagiografia diz que ela alcançou o Tao no Monte Heng, que na época era um centro altamente ativo de práticas budistas e taoistas. Ela foi chamada de Nanyue furen (南嶽夫人, "Senhora do Monte-Marcha do Sul"). Após esse período, ela se tornou objeto de um importante culto que, especialmente sob o Tang tornou-se proeminente entre as mulheres taoistas e se espalhou por toda a China.
De acordo com um texto das Seis Dinastias, a Escola Tianshi distinguia cinco tipos diferentes de mulheres adequadas para se tornarem praticantes taoistas: jovens solteiras, mulheres incapazes de se casar devido a um horóscopo desfavorável, mulheres forçadas a se casar, viúvas e esposas rejeitadas. Todas essas eram classes indesejáveis, rejeitadas pela sociedade, às quais Tianshi oferecia uma forma de fuga e uma alternativa. Tal status permitiu que essas mulheres tivessem pelo menos algum papel e não fossem completamente excluídas. O mesmo padrão também se aplicava a outras escolas e períodos taoistas, especialmente durante a dinastia Tang.

### Tang

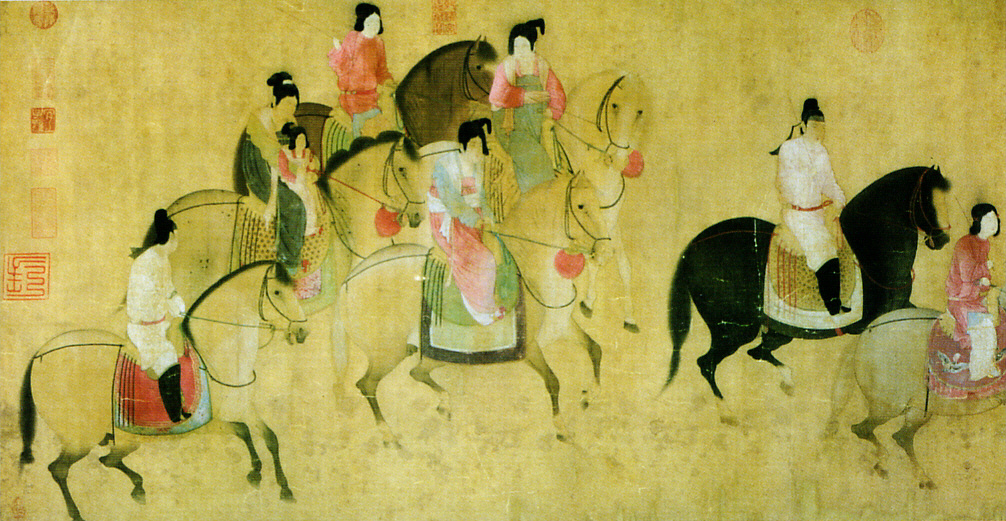
Excursão de Primavera da Corte do Imperador Xuanzong, por Zhang Xuan (713–755)

O status das mulheres no taoísmo atingiu um pico durante a dinastia Tang (618–907), particularmente no século VIII, quando as mulheres formavam um terço do clero. Sob os auspícios da Escola Shangqing, que dominou o taoismo organizado sob o Tang, as mulheres alcançaram suas posições religiosas mais proeminentes como iniciadoras, preceptoras e possuidoras de textos e métodos sagrados. Isso foi ativamente apoiado pelo imperador Xuanzong de Tang (r. 712–56), cujas "paixões pelas mulheres e taoismo se estenderam às mulheres taoistas". De acordo com as estatísticas oficiais, havia 1.687 templos taoistas no século VIII: 1.137 para homens e 550 para mulheres. As mulheres constituíam, assim, uma parte importante do clero taoista, uma vez que foi reconhecido oficialmente.
A ascensão de freiras taoistas aristocráticas durante o Tang foi um desenvolvimento sem precedentes na sociedade e na história chinesas. Mais de dez filhas imperiais tornaram-se taoistas ordenadas e converteram suas residências em conventos. Separadas da ordem social chinesa por meio de sua conversão religiosa, as mulheres podiam manter sua influência política e evitar intrigas palacianas. Elas se beneficiaram economicamente de seu novo status, desfrutando de um notável grau de liberdade pessoal para uma mulher do período Tang, muitas vezes levavam uma vida licenciosa, viajavam extensivamente e se dedicavam às artes.
As mulheres entravam nos conventos taoistas por diferentes motivos, como meninas purificando suas vidas antes de entrar na sociedade ou viúvas em busca de uma vida melhor. Às vezes, uma mulher se tornava uma freira taoista para escapar de um casamento indesejado ou para mudar de marido. A princesa Taiping, a filha mais nova do imperador Gaozong (r. 649–683) e da imperatriz Wu, entrou em um convento taoista em 670 para escapar de um pedido de casamento de Estado com o rei do "bárbaro" Turpan. Yang Guifei (Mais Honorável Consorte Yang), a amada concubina do imperador Xuanzong, casou-se com Li Mao, o décimo oitavo filho do imperador; ela o deixou tornando-se uma freira taoista em 745, o que lhe permitiu entrar no harém imperial de Xuanzong.
Um exemplo célebre de nobres monjas taoistas foi a elaborada cerimônia de ordenação em 711 de duas princesas imperiais, Xining (西寧) e Changlong (昌隆), a oitava e nona filhas do imperador Ruizong de Tang (r. 684–90) e irmãs do imperador Xuanzong. O ritualista taoista Zhang Wanfu (張萬福) descreveu o esplêndido rito de ordenação de 14 dias das princesas e observou as críticas generalizadas de ministros e funcionários sobre os altos custos. O imperador também ordenou a construção de dois mosteiros para suas filhas freiras em Chang'an, perto das concubinas imperiais.
O taoismo oficial incorporou vários cultos femininos durante o Tang. Embora os cultos locais sempre tenham florescido no norte e noroeste da China, eles começaram predominantemente nas regiões marítimas e centrais do leste e sul, onde mulheres divinas, incluindo deusas, xamãs e fundadoras de cultos, cresceram em estatura e muitas vezes se tornaram objetos de peregrinação, realizada igualmente por homens e mulheres. Os textos taoistas frequentemente descreviam a integração de divindades regionais no panteão oficial como conquistas e elogiavam as mulheres taoistas por seus poderes excepcionais como profetas, curandeiras e salvadoras.
A menos conhecida escola Qingwei (清微, "Pura Sutileza"), uma tradição que enfatizava a terapia e o exorcismo, incorporou um culto local fundado pela sacerdotisa taoista Zu Shu (祖舒, fl. 889–904) de Lingling (próximo a Yongzhou dos dias atuais, Hunan). Ao contrário da biografia bem documentada de Wei Huacun, pouco se sabe sobre Zu. Depois de receber a ordenação nas tradições das escolas taoistas de Tianshi, Shangqing e Lingbao, ela foi para Guiyang (atual Chenzhou, Hunan), onde conheceu Lingguang shengmu (靈光聖母, "Santa Mãe da Radiância Numinosa"), que transmitiu a Zu Shu o Caminho da Pura Sutileza junto com talismãs e técnicas de exorcismo, que dizem ter sido transmitidos de Yuanshi Tianzun ("Celestialmente Digno do Início Primordial"). Mais tarde, os seguidores de Qingwei colocaram Zu à frente de sua linhagem "patriarcal", que Chen Cai (陳采) construiu pela primeira vez no Qingwei xianpu (清微仙普, "Relato dos Imortais de Pura Sutileza") do século XII. De acordo com Catherine Despeux, Zu Shu parece mais uma xamã do sul do que uma visionária religioso. Em vez de uma fundadora ativa, ela aparece na escola Pura Sutileza principalmente como uma preceptora que transmitiu métodos que aprendeu com outra mulher.

### Song

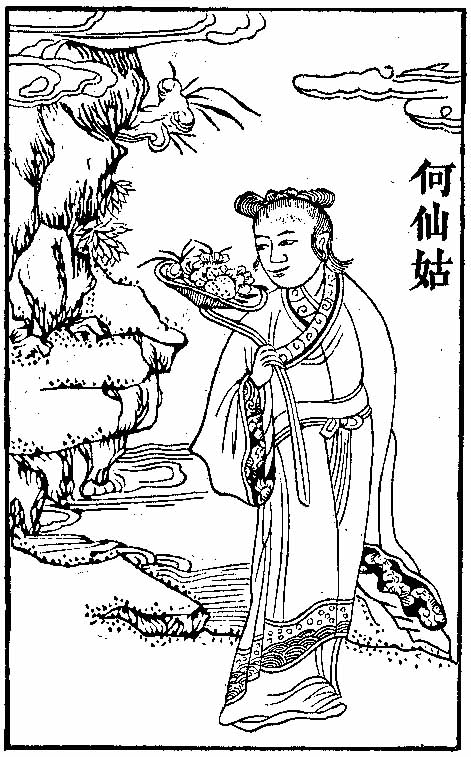
Ilustração em xilogravura de He Xiangu

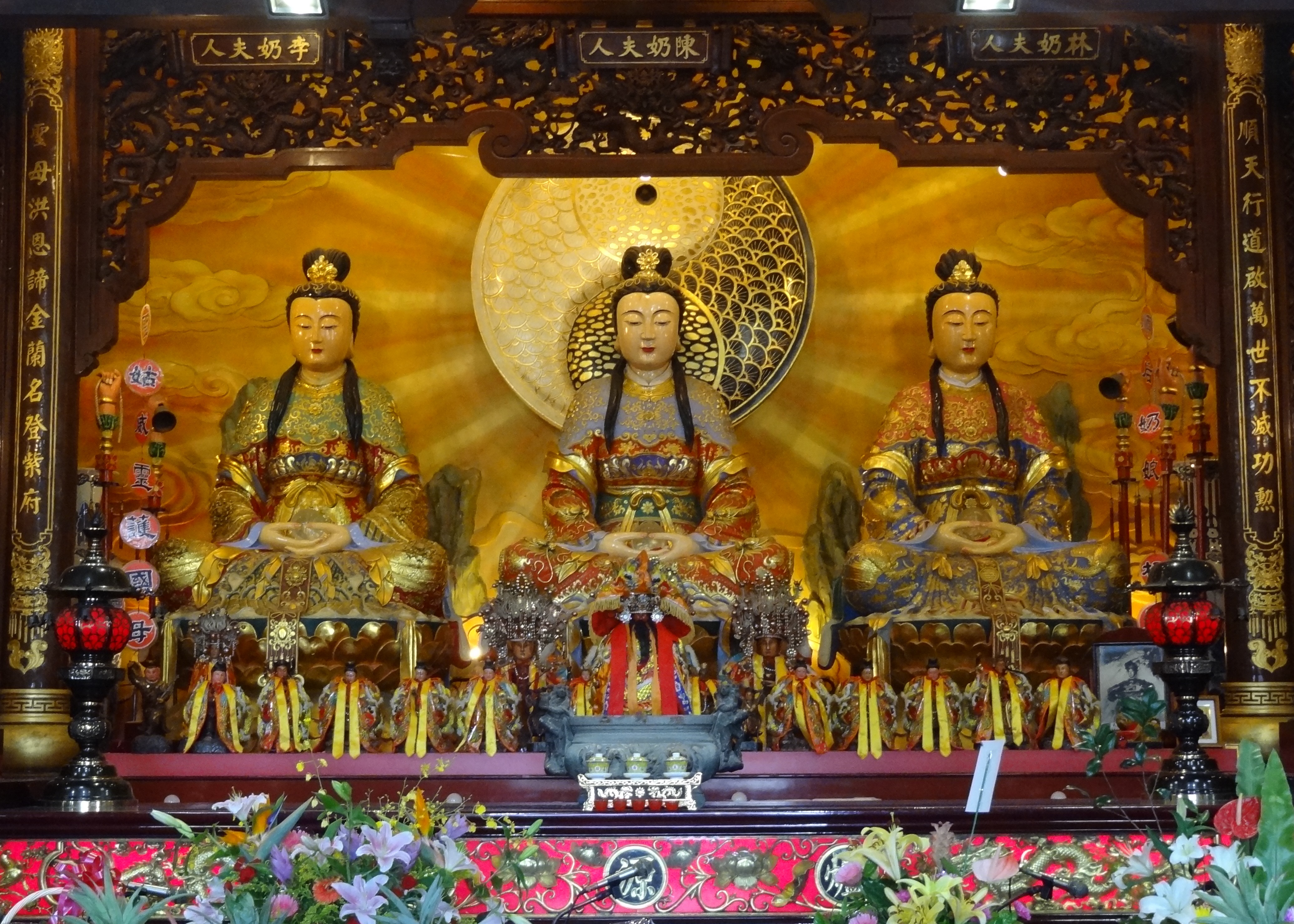
Linshui furen e seus atendentes, no Templo da Harmonia Celestial da escola Lushan em Luodong, Taiwan

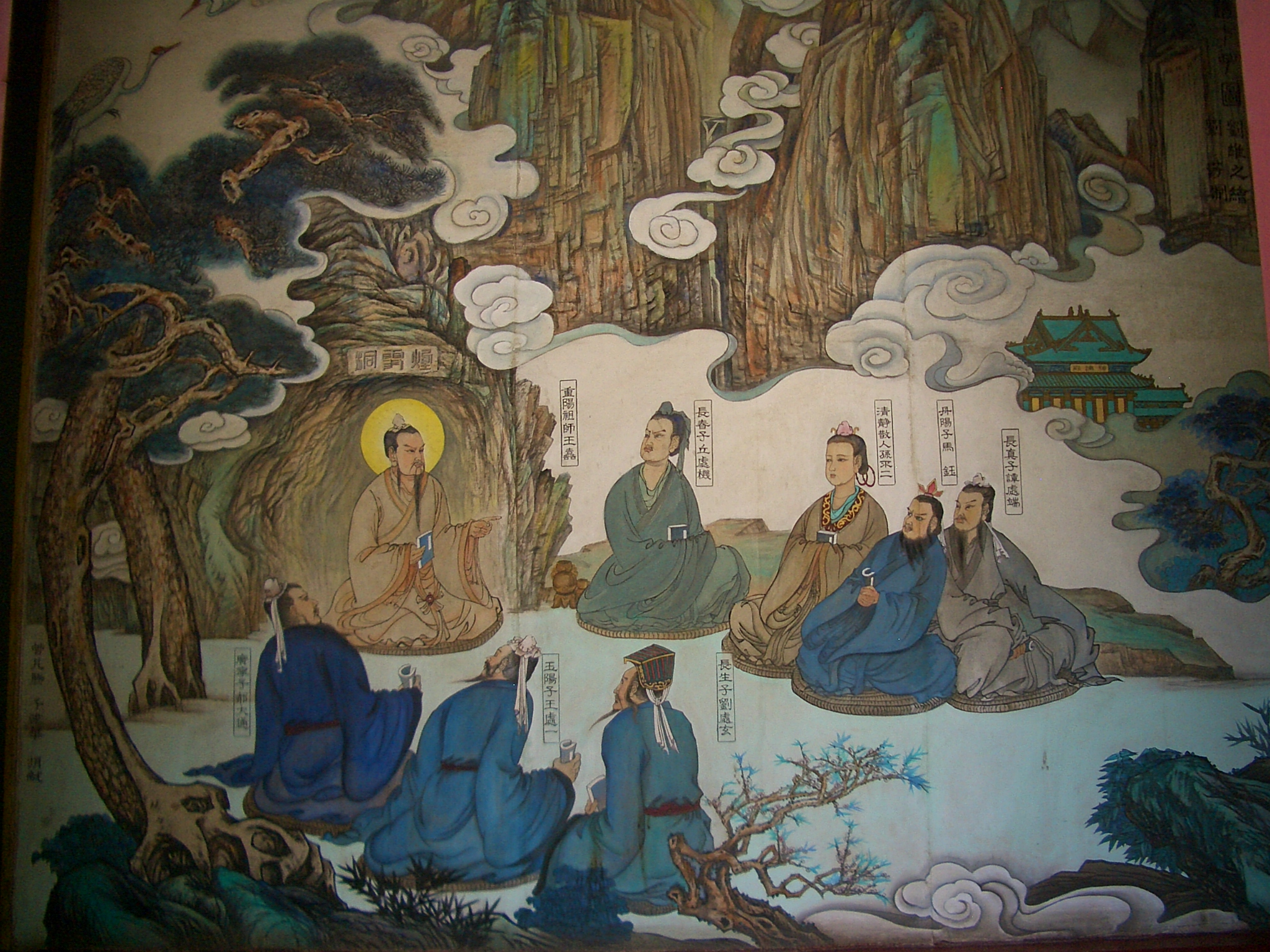
Wang Chongyang e seus sete mestres da Escola Quanzhen, com Sun Bu'er no meio da fileira de trás

No início da dinastia Song (960–1279), o número de mulheres taoistas diminuiu para cerca de 3-5% do clero registrado e só voltou a subir mais tarde, com o surgimento da Escola Quanzhen no final do século XII durante a dinastia Jin (1115–1234). No entanto, os cultos de mulheres continuaram a florescer e havia algumas praticantes de várias técnicas.
Entre os cultos, além da Rainha Mãe do Oeste, o panteão taoista inclui outras divindades femininas bem conhecidas. Por exemplo, He Xiangu (Donzela Imortal He), uma dos Oito Imortais, cujo culto foi estabelecido entre as dinastias Tang e Song.
O culto de Linshui furen (臨水夫人, a "Senhora da Beira d'Água"), ou Chen Jinggu (陳靖姑, 767–791), tornou-se popular durante a era Song. De acordo com a tradição taoista, ela nasceu com várias habilidades sobrenaturais, mas morreu jovem e grávida durante um ritual de fazer chuva. Seus poderes começaram a se manifestar após sua morte e ela gradualmente se tornou a protetora de mulheres, crianças e jitong (乩童, meninos médiuns). O culto se desenvolveu primeiro no estado natal de Chen, Min (Fujian), e depois foi canonizado no Song como Linshui furen. Muitas práticas desse movimento de mulheres eram xamânicas, Linshui furen e suas irmãs eram elogiadas como magas, controladoras de demônios, exorcistas e curandeiras que podiam realizar viagens xamânicas para a vida após a morte. O culto de Linshui furen cresceu e a estabeleceu mais formalmente como uma divindade, e sua fama se espalhou mais amplamente. Mais tarde, este culto taoista tornou-se particularmente proeminente em Taiwan, onde a Dama da Beira d'Água serviu como ponto focal para comunidades de mulheres que recusavam o casamento, mas não desejavam se tornar celibatárias e preferiam a vida lésbica. 
Entre as praticantes taoistas, Cao Wenyi (曹文逸, fl. 1119–1125) foi uma renomada autora que foi postumamente homenageada como a primeira mulher a praticar a alquimia interior neidan. As bibliografias song listam seus escritos para incluir comentários sobre vários textos taoistas, incluindo o Xishengjing ("Escritura da Ascensão Ocidental") e Daodejing, e um longo poema sobre neidan intitulado Lingyuan dadao ge (靈源大道歌, "Canção do Grande Tao, a Fonte Numinosa"). Começa assim: "Estou dizendo a todas vocês, senhoras: o tronco do destino cresce da respiração perfeita que irradia o corpo e proporciona vida longa, vazia ou não, e traz à tona o espelho numinoso que contém o céu e todos os seres". O imperador Huizong de Song (r. 1100–1125) ouviu falar da fama de Cao, chamou-a para a capital Kaifeng e conferiu-lhe o título Wenyi zhenren (文逸真人, "Aperfeiçoada da Retirada Literária"). Na dinastia Qing, Dama Cao supostamente apareceu em sessões de escrita de espíritos e foi venerada por várias linhagens de alquimia interior feminina﹒ Alguns de seus escritos são preservados no Templo da Nuvem Branca em Pequim, onde a escola taoísta Qingjing (清靜, "Pureza e Tranquilidade") a homenageia como sua padroeira.
Enquanto as mulheres eram de menor importância no taoismo durante a maior parte do Song, sua posição subiu novamente com o crescimento da Escola Quanzhen, na qual serviam como abadessas dos principais templos e líderes de associações locais. A lista de sete mestres de Quanzhen inclui uma mulher, Sun Bu'er (1119–1183). Ela nasceu em uma família local poderosa em Ninghai em Shandong, recebeu educação literária e se casou com Ma Yu (馬鈺, 1123–1183), que também se tornou um dos sete mestres.  Quando o fundador de Quanzhen Wang Chongyang visitou Ninghai em 1167, Ma Yu e Sun Bu'er tornaram-se discípulos ativos. Mais tarde, ela se tornou uma líder sênior, ordenada como Qingjing sanren (清靜散人, "Senhora Serena da Pureza e Tranquilidade"), com o direito de ensinar e ordenar outras mulheres seguidoras.

### Yuan, Ming e Qing

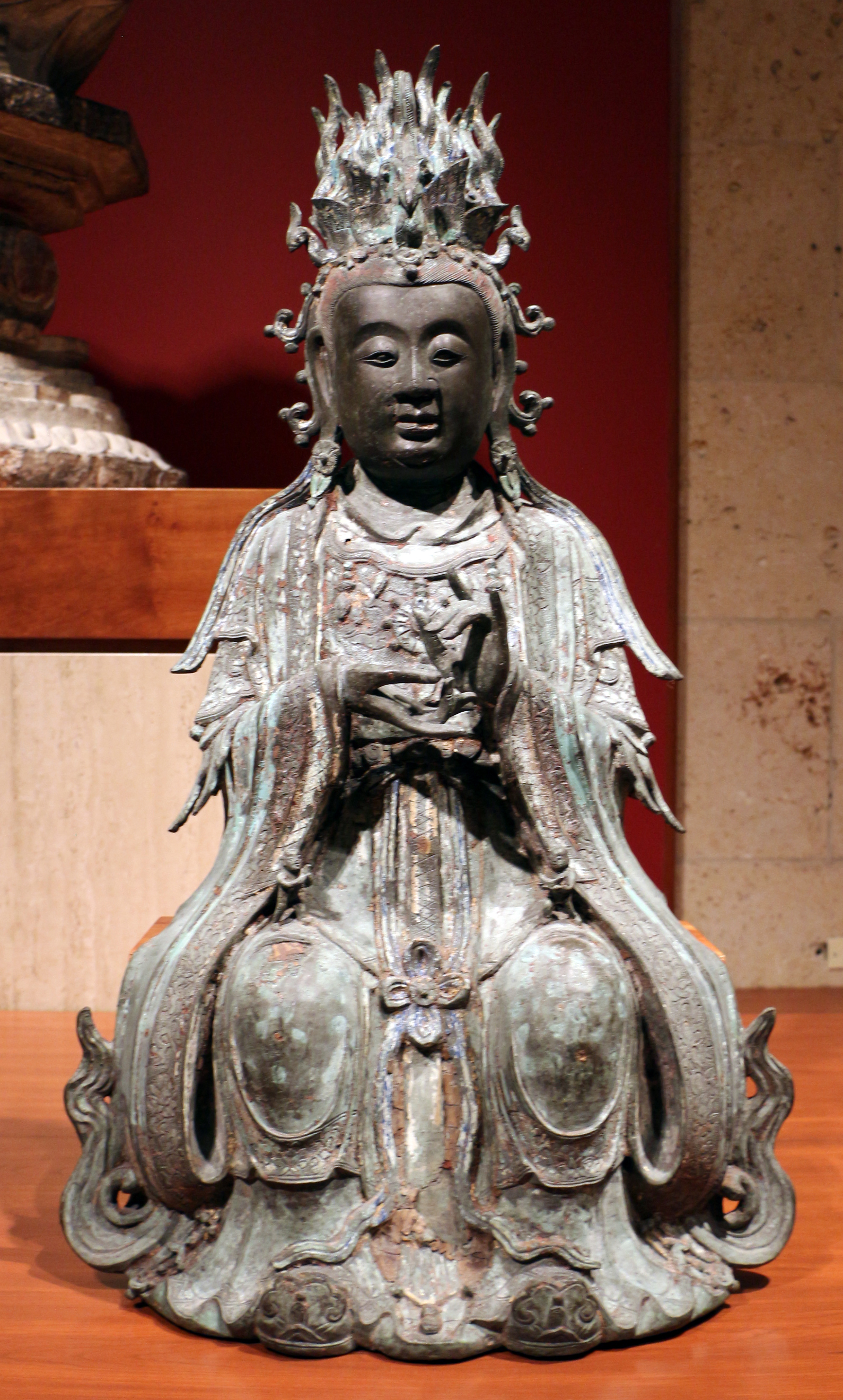
Estátua de Bixia yuanjun, bronze com vestígios de pigmento, dinastia Ming, século XV

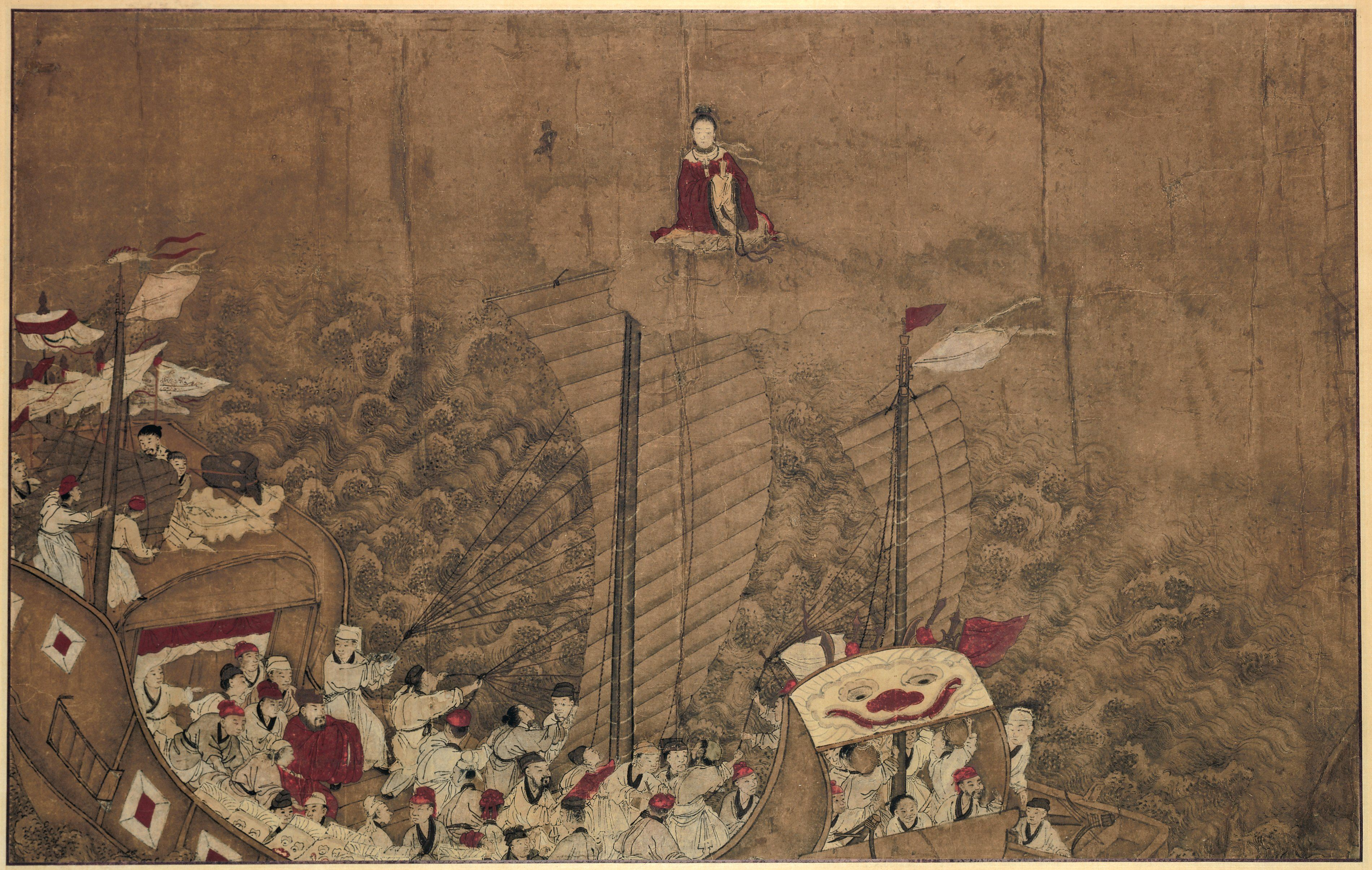
O resgate milagroso por Mazu do enviado do imperador Huizong de Song Lu Yundi (路允迪) retornando de Goryeo em 1123

Enquanto o culto de Sun Bu'er se tornou cada vez mais importante durante as dinastias Yuan (1271–1368), Ming (1368–1644) e Qing (1644–1912), o prestígio geral das mulheres taoistas diminuiu. Sob a dinastia Yuan, quando os mongóis governavam a China, havia 20.000 taoistas registrados, muitos deles mulheres, e instituições dirigidas por e para mulheres foram estabelecidas em todo o país. As referências a mulheres no taoísmo tornam-se menos frequentes no final do período Yuan e no início do período Ming, e as hagiografias de mulheres são raras. A imagem das mulheres tornou-se mais complexa no sectarismo do Qing, que testemunhou um renascimento da tendência de honrar as mulheres como matriarcas. Os governantes Qing instituíram a escola Gelug do budismo tibetano como religião estatal e forçaram budistas e taoistas a usar as mesmas instituições. Algumas subseitas taoistas e grupos locais tinham linhagens que remontam a uma mulher fundadora. Além disso, os autores qing escreveram textos que tratam especificamente da alquimia interior para as mulheres.
Cultos de divindades femininas se desenvolveram principalmente nas regiões sul e costeira de Anhui, Hunan, Jiangxi, Fujian, Guangxi e Guangdong. Os locais de culto nessas províncias eram centros de intensa atividade religiosa e locais de peregrinação que atraíam devotos masculinos e femininos. A partir do período Tang, o crescimento e a reputação dos cultos dependiam de seu reconhecimento pelas instituições taoistas oficiais, círculos eruditos e a corte imperial.
O panteão taoista adotou várias deusas populares. Uma delas é a deusa budista Marici, a personificação da luz e filha do deus criador Brahma que rege o destino. No taoismo, ela aparece como Doumu (斗母, "Mãe da Concha") e protetora contra violência e perigo.
O culto de Bixia yuanjun (碧霞元君, "Deusa das Nuvens da Manhã") começou no Song com a descoberta de uma estátua no Monte Tai, e durante o Ming ela foi venerada como filha de Dongyue dadi (東岳大帝, "Grande Divindade do Monte Tai"), e misericordiosa ajudante das almas mortas. Conforme documentado no Bixia yuanjun huguo baosheng jing (碧霞元君護國保生經, "Escritura sobre a Guarda da Vida e Proteção do País através da Deusa das Nuvens da Manhã"), ela foi oficialmente integrada ao panteão por meio de empoderamento formal por Yuanshi Tianzun ("Celestialmente Honrado do Início Primordial"), que supostamente lhe deu os feitiços e talismãs necessários para ajudar as pessoas.
A divindade da água Mazu (Mãe Ancestral) ou Tianfei (天妃, "Consorte Celestial"), a tutelar dos marinheiros e pescadores, é proeminente entre as novas deusas taoistas emergentes, e é paralela à deusa budista da compaixão Guanyin, que da mesma forma salva os marinheiros. Ela é a deificação da xamã Lin Moniang (林默娘, 960–987), filha de um pescador da Ilha Meizhou, perto de Fujian. Recusando-se a se casar, ela praticou o autocultivo até conseguir comandar a natureza para se proteger, e então usou seus poderes para resgatar seu pai e irmãos sempre que corriam o risco de se afogar. Após uma morte prematura, seus poderes espirituais aumentaram e ela se tornou famosa por proteger pescadores e comerciantes viajantes. O culto a Mazu começou em Fujian no final do século X, e no século XIII se espalhou pelas províncias costeiras marítimas de Guangdong, Zhejiang, Jiangsu e Anhui. Nos dias atuais, seu culto se espalhou por todo o Sudeste Asiático e comunidades chinesas no exterior, com os principais santuários chineses em Tianjin e Quanzhou, 510 templos em Taiwan e 40 em Hong Kong.

## Textos
As fontes sobre as mulheres no taoísmo incluem ambas as coleções de biografias de xian ("imortais; transcendentes"), tecnicamente "hagiografias" na medida em que xian são santos, e obras de autoras mulheres, particularmente sobre a alquimia interior neidan.

### Hagiografias
Compilações biográficas taoistas, que remontam ao Liexian Zhuan do século II e o Shenxian Zhuan do século IV, geralmente incluem hagiografias de homens e mulheres, mas existem duas obras que tratam exclusivamente da vida das mulheres no taoismo.
O primeiro texto é Yongcheng jixian lu (墉城集仙錄, "Registros dos Imortais Reunidos na Cidade Murada") de 913, compilado pelo sacerdote taoísta e autor Du Guangting (850–933). O prefácio de Du diz que o texto original continha 109 hagiografias de mestres de Shangqing, mas o texto recebido existe em duas versões parciais, com 37 biografias no canônico Daozang e 28 na antologia Yunji Qiqian, apenas duas das quais são idênticas. Com base nos fragmentos existentes da coleção, a maioria das mulheres taoistas apresentadas pertencia à Escola Shangqing durante o Tang. Em seu prefácio Du Guangting enfatiza que, de acordo com os ensinamentos de Shangqing, o Pai Primordial (Yuanfu 元父) e a Mãe Metal (Jinmu 金母) são responsáveis por inserir os nomes dos adeptos masculinos e femininos nos registros celestiais da imortalidade, que são supervisionados por Xiwangmu, protetora dos imortais de Yongcheng, a Cidade Murada Celestial no Monte Kunlun. Essa descrição não implica qualquer forma de hierarquia ou preferência de gênero, mas mostra uma complementaridade entre os dois, ecoando períodos anteriores em que a adoração à rainha-mãe era dominante entre os cultos populares. O Bowuzhi ("Registro de Coisas Amplas") do século III cita Laozi que "todas as pessoas estão sob os cuidados da Rainha Mãe do Ocidente. Apenas os destinos de reis, sábios, homens de iluminação, imortais e homens de Tao são cuidados pelo Senhor dos Nove Céus."
O segundo é a porção do Houji (後集 "Compilação Posterior") Lishi zhenxian tidao tongjian (歷世真仙體道通鋻, "Espelho Abrangente de Imortais Perfeitos e Daqueles que Encarnaram o Tao através dos Tempos"), compilado pelo hagiógrafo Yuan Zhao Daoyi (趙道一, fl. 1294–1307) da escola Quanzhen. O texto contém 120 biografias, incluindo muitas encontradas no Yongcheng jixian lu, e combina divindades míticas taoistas, como a mãe de Laozi, Wushang yuanjun (無上元君, All-Highest Goddess), Doumu e Xiwangmu, com mulheres reais, incluindo quatorze biografias de mulheres song.

### Obras escritas por mulheres
A irmã mais nova do imperador Xuanzong, Yuzhen gongzhu (玉真公主, "Princesa da Perfeição de Jade"), que se tornou uma freira taoísta, escreveu dois textos, ambos datados de 738: o Qionggong wudi neisi shangfa (瓊宮五帝內思上法, "Métodos mais Elevados de Visualização dos Cinco Imperadores do Palácio de Jaspe") e Lingfei liujia neisi tongling shangfa (靈飛六甲內思通靈上法, "Métodos mais Elevados de Visualização dos Espíritos Voadores das Seis Jia [Escolas] para se Comunicar com o Divino"). Ambos descrevem métodos de meditação usados na escola Shangqing, e sua caligrafia foi preservada em uma coleção de caligrafia Tang por Zhong Shaojing.
O Huangting neijing wuzang liufu buxie tu (黃庭內景五臟六腑補瀉圖, "Descrição Ilustrada da Tonificação ou Dispersão dos Cinco Órgãos e Seis Vísceras de acordo com a Escritura da Corte Amarela") de 848 foi escrito pela fisiologista taoista Tang Hu Jin (胡惜), que se diz ter sido ensinada pela mitológica Sunü (素女, "Menina Imaculada") no Monte Taibai em Shaanxi. Este texto contém uma discussão dos órgãos centrais do corpo humano e lista as terapias neidan para doenças internas, incluindo medicamentos, absorção de energia, restrições alimentares e exercícios de ginástica. Eles correspondem às técnicas de meditação do Clássico da Corte Amarela de c. do século IV, que eram populares durante o Tang. As ilustrações estão perdidas há muito tempo, mas o livro está "repleto de terapia e farmácia, lançando uma luz valiosa sobre a fronteira entre a medicina e a alquimia fisiológica taoista".
O Lingyuan dadao ge (靈源大道歌, "Canção do Grande Tao da Fonte Numinosa") do século XII de Cao Wenyi também é atribuído a He Xiangu, a única mulher dos Oito Imortais. Este longo poema influenciado pelo budismo Chan não menciona especificamente nada feminino, mas os taoistas do Qing associaram seu autor às práticas alquímicas internas das mulheres, e o texto foi incluído em coleções sobre o assunto.

### Obras sobre a alquimia interior das mulheres
Um corpus da literatura taoista sobre nüdan (女丹, alquimia feminina [interior]), ou kundao (坤道, "o caminho feminino", com kun "feminino"; 8º dos 8 trigramas, ☷), compreende cerca de trinta documentos de comprimento, datando de 1743 a 1892. Esses textos são geralmente atribuídos a divindades masculinas e femininas e diz-se que foram transmitidos através da escrita espiritual. As poucas fontes anteriores que mencionavam especificamente as práticas neidan para as mulheres eram tipicamente em termos de correlações yin e yang. Como o yin está associado às mulheres e à esquerda, enquanto o yang aos homens e à direita, a respiração supostamente gira para a esquerda nos homens e para a direita nas mulheres.
O Gu Shuyinlou cangshu (古書隱樓藏書, "Coleção do Antigo Pavilhão Oculto de Livros") de 1834, editado por Min Yide (閔一得), contém dois trabalhos consecutivos sobre a alquimia interna das mulheres. Primeiro, o Xiwang mu nüxiu zhengtu shize (西王母女修正途十則, "Dez Princípios da Rainha Mãe do Oeste no Caminho Correto do Cultivo Feminino") foi revelado em 1795 por Sun Bu'er a Li Niwan (李泥丸). O título original era Nü jindan jue (女金丹訣, "Fórmula Feminina do Elixir Dourado"). O texto mostra alguma influência do budismo tântrico e apresenta dez regras específicas para a prática feminina, incluindo técnicas sobre como interceptar a menstruação, massagens nos seios, visualização dos meridianos do qi no corpo e exercícios de meditação da respiração. Em segundo lugar, o Niwan Li zushi nüzong shuangxiu baofa (泥丸李祖師女宗雙修寶筏, "Preciosa Jangada do Cultivo Duplo das Mulheres de acordo com o Mestre Li Niwan"), com o subtítulo Nügong zhinan (女功指南, "Uma Bússola da Prática das Mulheres"), também foi revelado a Li em 1795. O texto explica nove regras para a transformação progressiva do corpo do adepto, incluindo acalmar e purificar o espírito, aumentar a circulação de energia através de massagens nos seios, eventualmente levando ao acúmulo de sabedoria e à formação de um novo "corpo de luz" espiritual dentro do corpo do adepto.
O Nüdan hebian (女丹合編, "Obras Compiladas sobre Alquimia Interna para Mulheres") de He Longxiang (賀龍驤) foi incluído na edição de 1906 do Daozang jiyao (道藏輯要, "Essenciais ao Cânone Taoista"). Seu prefácio registra que ele passou trinta anos coletando e compilando a coleção, com base nas práticas realizadas pelas mulheres taoistas de sua família. Os materiais consistem em cerca de vinte textos em prosa e poesia que descrevem os vários estágios principais do caminho alquímico interior, descrevem com precisão os meridianos de energia e fazem distinções claras entre as práticas dos homens e das mulheres.
O Nü jindan fayao (女金丹法要, "Métodos Essenciais do Elixir Dourado das Mulheres"), de Fu Jinquan (傅金銓, 1765–1844), consiste principalmente em poemas e textos em prosa revelados por Sun Bu'er através da escrita em prancheta. O autor enfatiza a importância de cultivar o companheirismo e a necessidade de praticar atos virtuosos. As mulheres adeptas devem purificar seu carma, arrepender-se de seus pecados e cultivar a bondade, a sinceridade, a piedade filial e a devoção adequada de esposa. Fu Jinquan também compilou textos nüdan na coletânea do início do século XIX Daoshu shiqi zhong (道書十七種, "Dezessete Livros sobre o Dao").
O Nüzi daojiao congshu (女子道教叢書, "Coleção de Escritos Taoistas para Mulheres"), compilado por Yi Xinying (易心瑩, 1896–1976), contém onze textos, descrevendo a liturgia feminina, as linhagens taoistas das mulheres, os princípios da transmutação do corpo, a interceptação da menstruação e cultivo interior.

## Práticas

### A alquimia interior das mulheres

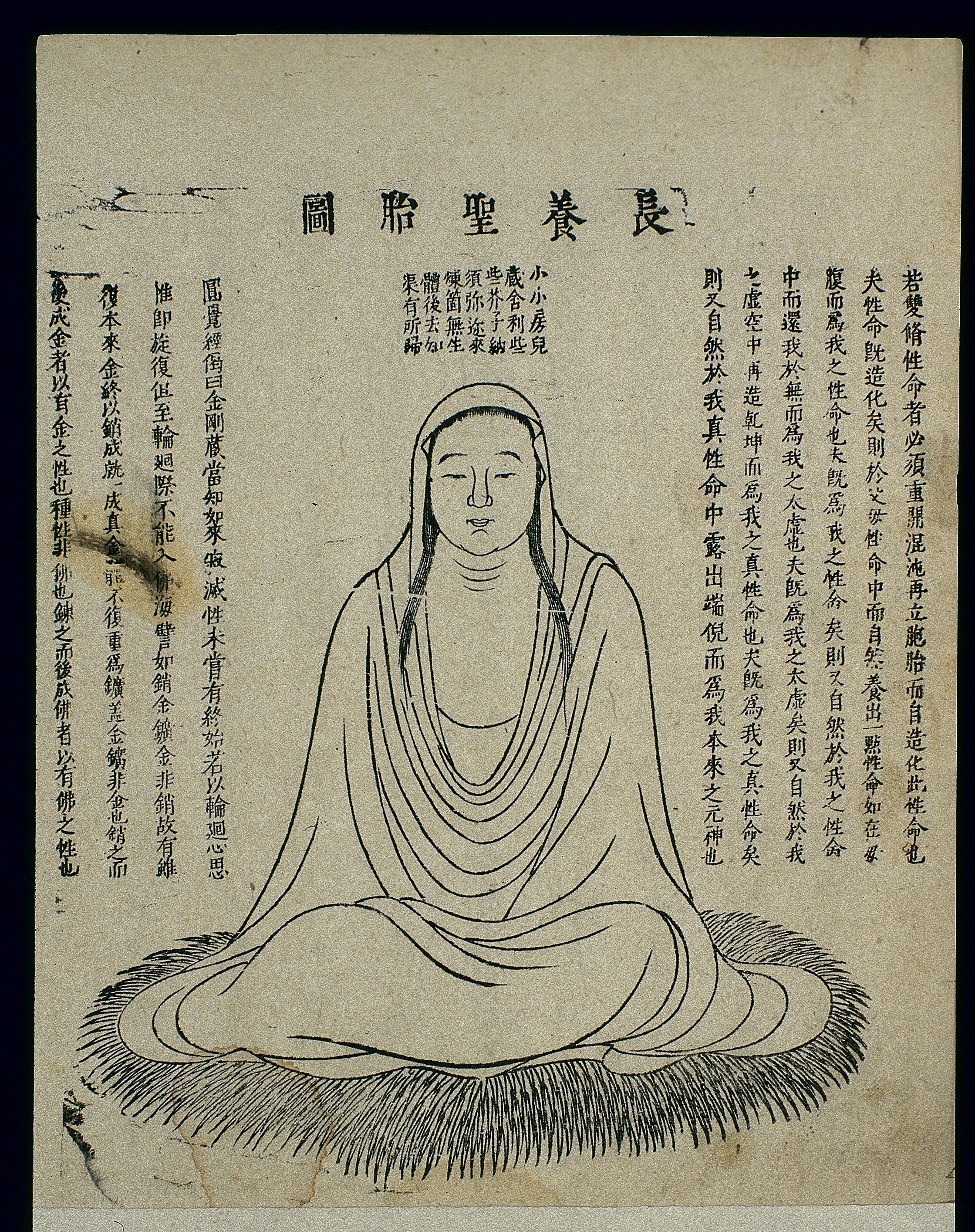
Ilustração em xilogravura de uma adepta praticando neidan "Nutrindo e cultivando o embrião sagrado", Xingming guizhi (性命圭旨, "Apontamentos sobre a Natureza Espiritual e a Vida Corporal"), 1615

Escritos sobre alquimia interior para mulheres enfatizam o shengtai (聖胎, "Embrião Sagrado; Embrião Imortal") da santidade. O processo tem três etapas transformando os Três Tesouros de jing (精, "essência; sêmen; fluido menstrual"), qi (氣, "vitalidade; energia; respiração") e shen (神, "espírito; divindade; ser sobrenatural"). Primeiro, refinar a essência jing e transformando-a em energia qi; segundo, refinar a energia e transformá-la em espírito shen; e terceiro, refinar o espírito para retornar ao vazio (xu 虛). No primeiro estágio, o adepto transforma as várias forças yin e yang dentro do corpo em um embrião de energia. Durante o segundo estágio e ao longo de dez meses simbólicos, esse embrião dá origem ao yuanshen (元神, força espiritual original). Este nascimento ocorre através da fontanela, porque o processo alquímico inverte o curso dos procedimentos naturais. Esse espírito luminoso sai e entra novamente no corpo, e então é sublimado ainda mais no terceiro estágio para finalmente se fundir completamente no vazio cósmico.
Apenas a primeira etapa diferencia as práticas entre homens e mulheres. Na terminologia neidan, o sêmen é chamado de baihu (白虎, "Tigre Branco") e o sangue menstrual é chilong (赤龍, "Dragão Vermelho"). Em vez de refinar a essência seminal e transformá-la em energia, as mulheres refinam seu sangue menstrual diminuindo progressivamente seu fluxo e, eventualmente, interrompendo-o completamente. Isso é conhecido como duan chilong (斷赤龍, "cortar o dragão vermelho") ou zhan chilong (斬赤龍, "decapitar o dragão vermelho"), e identifica a adepta como grávida de um embrião de energia pura. O sangue menstrual é sublimado em um "sangue novo" chamado baifeng sui (白鳳髓, "medula branca da fênix"), que é refinado em um nível superior de poder espiritual.
Na medicina tradicional chinesa, o sangue menstrual e o fluido seminal representam as energias fundamentais de mulheres e homens. A cessação do fluxo menstrual nas mulheres corresponde estruturalmente à retenção do sêmen nos homens. Em ambos os casos, a perda de uma substância essencial é interrompida e, com ela, a perda da energia original. Essa cessação cria uma reversão dos processos naturais e permite a criação simbólica de um novo broto interno de energia que se transforma em embrião de energia. De acordo com a literatura médica tradicional, o sangue menstrual é formado a partir do leite materno, que dois dias antes da menstruação, desce dos seios para o útero, onde se transforma em sangue. O refinamento do sangue menstrual em energia é, portanto, uma reversão do processo natural e consiste em seu retorno às secreções leitosas. O processo começa com massagens nos seios para estimular o fogo interno do desejo sexual, que é então controlado para nutrir o ser interior. Além disso, a adepta usa a meditação da respiração para transformar o sangue menstrual de volta em secreções mamárias. Uma energia quente é sentida girando em torno de seu umbigo, a área aquece e o "vermelho se transforma em branco". De acordo com o Nü jindan, "Quando o yang está perto de ser transformado em yin e fluir através do canal de jade [vagina], rapidamente entre na roda de fogo. Quando o vento do Xun soprar na parte superior, no Palácio Escarlate [plexo solar] original, decapite o fluxo periódico de sangue para que ele nunca mais possa correr!"
Os textos sobre as práticas neidan afirmam que, como o movimento interno das energias corresponde às capacidades gestacionais já presentes nas mulheres, seu progresso espiritual com alquimia interior é consequentemente mais rápido que o dos homens. Enquanto um adepto do sexo masculino tem que desenvolver um útero dentro de si e aprender a nutrir um embrião nele, uma mulher já possui essa faculdade natural e, portanto, tem mais facilidade em aprender a prática. O prefácio de He Longxiang diz: "No caso das mulheres, discutimos técnicas de respiração, mas não práticas embriônicas".

### Atividades mediúnicas

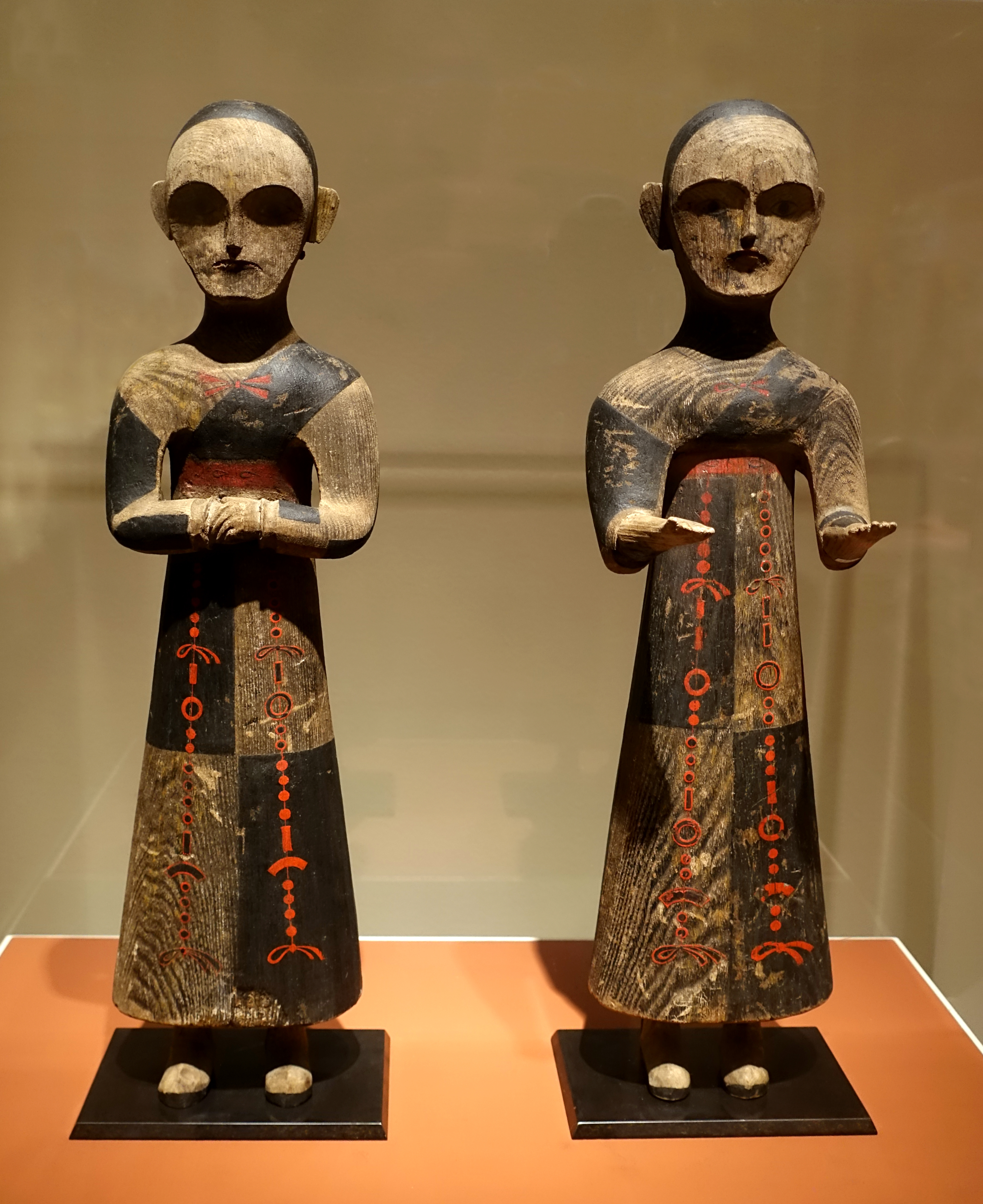
Par de xamãs ou atendentes, cultura Chu, c. século III a.C.

As mulheres desempenharam um papel importante na longa tradição do xamanismo chinês. A palavra wu (巫, "médium de espíritos; xamã; feiticeiro; médico") foi registrada pela primeira vez durante a dinastia Shang (ca. 1600–1046 a.C.), quando um wu podia ser masculino ou feminino. Durante o final da dinastia Zhou (1045–256 a.C.), wu significava especificamente "xamã feminino; feiticeira" em oposição a xi (覡, "xamã masculino; feiticeiro"). Nomes posteriores para xamãs incluem nüwu (女巫, "xamã mulher"), wunü (巫女, "mulher xamã"), wupo (巫婆, "velha xamã") e wuyu (巫嫗, "bruxa xamã"). Os xamãs se comunicavam com o mundo divino, servindo como adivinhos, diagnosticadores, curandeiros, exorcistas e invocadores de almas zhaohun. Os primeiros movimentos taoistas assimilaram práticas xamanísticas populares, especialmente textos revelados e escrita automática, mas também criticaram os xamãs por culto heterodoxo e magia negra.
Pensa-se que muitos textos taoistas foram revelados a médiuns e xamãs em estados de possessão espiritual. Um exemplo inicial é Taipingjing ("Escritura da Grande Paz") de c. do século II d.C., que se descreve como um tianshu (天書, "livro celestial"). O Zhen'gao, que supostamente foi revelado ao místico Yang Xi no século IV, tem fortes conotações xamânicas. Por exemplo, nele se registra: "Se espíritos perfeitos e divinos descem a uma pessoa impura do mundo, eles não estão mais agindo ou escrevendo com seus próprios pés e mãos. Como acima e abaixo estão tão distantes um do outro, como seus traços [escritos] podem ser verdadeiramente visíveis [para humanos]?".
A literatura mediúnica encantou os literatos chineses, e os autores do Song Shen Kuo e Su Dongpo descreveram práticas de escrita de espíritos, especialmente aquelas associadas ao culto de Zigu (紫姑, "Dama Púrpura"), a Deusa do Banheiro. No período Tang, ela fora a segunda esposa de um homem cuja primeira esposa ciumenta a mutilou brutalmente e queimou-a lentamente até a morte no banheiro. Desde que Zigu morreu no décimo quinto dia do primeiro mês lunar, aquele se tornou seu dia de festa, quando ela descia até as seguidoras em transe e respondia suas perguntas. Ela era venerada como a protetora das mulheres, e até o imperador Jiajing (r. 1522–1566) tinha um altar especial para Zigu.
As mulheres tinham posições privilegiadas nos círculos mediúnicos e taoistas. Elementos xamânicos estão subjacentes às tradições de ambas as escolas com linhagens femininas e textos alquímicos internos das mulheres. Quando o taoismo organizado adaptou as antigas práticas das xamãs, as mulheres taoistas assumiram novos papéis e funções importantes.

### Práticas sexuais
O espectro taoista de atividades sexuais variou amplamente entre as escolas. Alguns enfatizavam o celibato estrito, outros se casavam misticamente com parceiros celestiais, e ainda outros praticavam relações rituais comunais.
No início do movimento Tianshi, todos os membros da comunidade foram iniciados em uma vida religiosa de estrito controle moral e sexo ritual. As mulheres no movimento desempenhavam papéis organizacionais importantes e eram essenciais na iniciação sexual guodu (過度, "ritos de passagem"), que remontava às antigas técnicas de longevidade fangzhong shu (房中術, "artes do quarto de dormir") e às técnicas de uniões extáticas dos xamãs com o divino.  O mais conhecido é o ritual sexual de heqi (合氣, "harmonizando as energias"), durante o qual os membros da comunidade, independentemente de suas afiliações conjugais, se uniam em relações sexuais formais. Os ritos aconteciam no oratório ou jingshi (靜室, "câmara da tranquilidade") na presença de um mestre e um instrutor. As técnicas envolviam a visualização de energias corporais e movimentos corporais ritualizados alinhados com a numerologia e a astrologia chinesas. Em contraste com as artes sensuais do quarto de dormir, acreditava-se que o sexo ritual dos adeptos de Tianshi resultava na formação do Embrião Imortal, que se beneficiava e contribuía para uma maior harmonia universal. O Guang hongming ji (廣弘明集, "Coleção Expandida sobre a Propagação e Esclarecimento [do Budismo]") de 644 de Daoxuan diz: "Durante os rituais realizados na lua nova e cheia, os taoistas atendem seu preceptor em suas câmaras privadas. Sentimento e intenção se tornam semelhantes, e homens e mulheres se engajam na união. Eles combinam seus quatro olhos e dois narizes, acima e abaixo. Eles juntam suas duas bocas e duas línguas, uma com a outra. Uma vez que o yin e o yang se encontram intimamente, a essência e a energia são trocadas livremente. Assim, os ritos de homens e mulheres são realizados e o Tao do masculino e feminino é harmonizado."
A tradição da Claridade mais Alta (Shangqing) assume uma posição ambivalente em relação às práticas sexuais; embora não seja completamente rejeitada, a sexualidade é considerada uma técnica menor incapaz de conceder níveis avançados de realização espiritual. Esta escola taoista afirma, junto com algumas outras religiões do mundo, que um adepto deve praticar abstinência sexual e castidade para ver e ouvir divindades. Embora o tema básico da união sexual seja preservado, ele é transposto para interações imaginais com o divino. Como diz o Zhen'gao: "Quando um Aperfeiçoado aparece como uma presença de luz e alguém se envolve com ele, então isso é união com a luz, amor entre dois seres de luz. Embora sejam então chamados de marido e mulher, eles não se envolvem em relações conjugais". Os adeptos de Shangqing buscavam transcender a união sexual mundana e passar para o reino invisível, através da mediação de parceiros celestiais e casamentos divinos.
As escolas taoistas de alquimia interior neidan têm duas visões básicas sobre as mulheres e a união sexual. Primeiro, reter o sêmen durante a relação sexual cria transformações psicofisiológicas, que beneficiam tanto adeptos femininos quanto masculinos como parceiros iguais. Em segundo lugar, praticar a abstinência sexual enfatiza as habilidades mediúnicas das mulheres e resulta em autoerotismo, como massagear seus seios. Em ambos os casos, o objetivo da união é a formação de um Embrião Imortal, o primeiro broto do renascimento espiritual do adepto.
A literatura taoista descreve a união sexual ideal como uma troca equilibrada de energias entre parceiros, mas há alguma quantidade de literatura não taoista que menciona uma espécie de "vampirismo sexual" no qual um parceiro tenta egoisticamente obter energia às custas do outro. Essa prática, chamada caizhan (採戰, "arrancar [de energia] em combate [amoroso]"), geralmente beneficiava homens, mas às vezes também mulheres. Por exemplo, a Rainha Mãe do Ocidente alcançou a imortalidade taoista nutrindo sua essência yin; lendas dizem que ela nunca teve um marido, mas gostava de copular com jovens meninos. O taoismo descreveu consistentemente tais práticas como impróprias e heterodoxas, embora fossem praticadas secretamente dentro de certas seitas taoistas.

### Celibato e vida monástica
As mulheres taoistas que escolheram se tornar freiras normalmente viviam em templos conhecidos como guan (觀) que começaram nos séculos V a VI. O celibato foi associado às primeiras escolas taoistas. O reformador Kou Qianzhi (365–448), provavelmente influenciado pelo modelo budista, estabeleceu o celibato entre os Mestres Celestiais do Norte. Da mesma forma, a Escola Shangqing enfatizou que a castidade era necessária para um adepto visualizar divindades. Embora o fundador de Shangqing, Tao Hongjing (456–536) fosse celibatário, as instituições maoshan que ele dirigia forneciam moradia para adeptos de ambos os sexos e seus filhos.
O taoismo tem uma longa história de polêmicas sobre a abstinência sexual. Alguns, como Song Wenming (宋文明) do início do século VI, recomendavam fortemente que todos os taoistas fossem celibatários; outros preferiam a vida familiar, como Li Bo (季播), que apresentou um memorial ao imperador no início do século VII, recomendando que ele não proibisse o clero taoista de se casar.

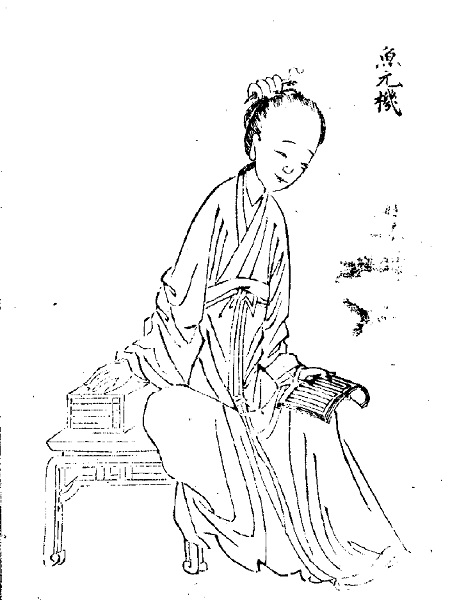
Ilustração em xilogravura de Yu Xuanji, Lichao mingyuan shici (歷朝名媛詩詞), 1772

Como mencionado acima, os templos taoistas durante o período Tang segregavam instituições femininas e masculinas. A promiscuidade era predominante em alguns mosteiros no período Tang, por exemplo, o Xianyi guan (咸宜觀, "Abadia do Benefício Universal") em Chang'an. Foi nomeado após a princesa Xianyi, a vigésima segunda filha do imperador Xuanzong, que se tornou uma freira taoista e entrou na abadia em 762. Muitas viúvas de famílias ricas se tornaram freiras xianyi e continuaram vivendo no luxo, auxiliadas por seus servos. As freiras se misturavam com mulheres de muitas classes sociais, como a célebre cortesã e poeta Yu Xuanji (c. 844–869), que nasceu em uma família pobre e se casou com um oficial do Tang como sua segunda esposa. Após denúncia por sua primeira esposa, ela se juntou à abadia, tomou o poeta Wen Tingyun (812–870) como seu amante e tornou-se conhecida como um líder na poesia Tang.
A segregação sexual nas instituições taoistas tornou-se mais rigorosa sob o Song. Em 927, o imperador Taizu emitiu o seguinte decreto: "Há tendências decadentes nos templos, incluindo o uso de tecidos ásperos e a coabitação com mulheres e crianças. Isso é proibido para todos os taoistas. Aqueles com família devem morar fora do complexo do templo. A partir de agora será ilegal instalar alguém como taoista sem a devida autoridade oficial."
Quando a escola Quanzhen se espalhou pelo norte da China, eles estabeleceram muitos guan especialmente para mulheres e apoiaram aquelas que perderam o apoio familiar. A vida monástica nos templos de Quanzhen para ambos os sexos era estritamente regulamentada, e a programação diária incluía períodos para entoar clássicos, realizar trabalho comunitário e práticas individuais, incluindo exercícios alquímicos internos.